# ناو سی‌اس‌اس جورجیا
سی‌اس‌اس جورجیا (کروزر) (به انگلیسی: CSS Georgia (cruiser)) یک کشتی بود که طول آن ۲۱۲ فوت (۶۵ متر) بود. این کشتی در سال ۱۸۶۲ ساخته شد.